# Provinz Cagliari
Die Provinz Cagliari (italien. Provincia di Cagliari) war eine italienische Provinz in der Region Sardinien. Hauptstadt war Cagliari. Sie hatte 418.962 Einwohner (Stand 31. Dezember 2023) in 71 Gemeinden auf einer Fläche von 3.637 km². Zum 4. Februar 2016 wurde sie aufgelöst und auf die Metropolitanstadt Cagliari (17 Gemeinden) und die Provinz Sud Sardegna (54 Gemeinden) aufgeteilt.

## Größte Gemeinden
(Stand: 31. Dezember 2023)
| Gemeinde           | Einwohner |
| ------------------ | --------- |
| Cagliari           | 147.411   |
| Quartu Sant’Elena  | 68.509    |
| Selargius          | 28.437    |
| Assemini           | 25.762    |
| Capoterra          | 23.130    |
| Sestu              | 20.792    |
| Monserrato         | 18.827    |
| Sinnai             | 17.279    |
| Quartucciu         | 12.831    |
| Elmas              | 9521      |
| Uta                | 8892      |
| Decimomannu        | 8385      |
| Maracalagonis      | 7934      |
| Pula               | 7122      |
| Settimo San Pietro | 6963      |
| Sarroch            | 5008      |